# Sergentomyia renauxi
Sergentomyia renauxi är en tvåvingeart som först beskrevs av Aimé Georges Parrot och Schwetz 1937.  Sergentomyia renauxi ingår i släktet Sergentomyia och familjen fjärilsmyggor. Inga underarter finns listade i Catalogue of Life.